# Revolving Bandstand - Tito Puente & Buddy Morrow
Revolving Bandstand - Tito Puente & Buddy Morrow  è un album di Tito Puente e Buddy Morrow, pubblicato dalla RCA Victor Records nel 1960.

## Tracce
Lato A
1. Baia (Ma Baixa do Sapateiro) – 2:02 (Ary Barroso) – Registrato il 29 agosto 1960
2. I Concentrate on You – 3:13 (Cole Porter) – Registrato il 30 agosto 1960
3. Autumn Leaves – 3:08 (Johnny Mercer, Jacques Prévert, Joseph Kosma) – Registrato il 30 agosto 1960
4. Harlem Nocturne – 2:40 (Earle Hagen) – Registrato il 30 agosto 1960
5. Kiss of Fire – 3:08 (Lester Allen, Robert Hill) – Registrato il 30 agosto 1960

Lato B
1. The Continental – 2:36 (Herb Magidson, Con Conrad) – Registrato il 30 agosto 1960
2. Blue Moon – 2:33 (Lorenz Hart, Richard Rodgers) – Registrato il 29 agosto 1960
3. Temptation – 3:29 (Nacio H. Brown, Arthur Freed) – Registrato il 29 agosto 1960
4. So in Love – 2:38 (Cole Porter) – Registrato il 29 agosto 1960
5. Baby Won't You Please Come Home – 2:19 (Charles Warfield, Clarence Williams) – Registrato il 30 agosto 1960

Edizione CD del 1994, pubblicato dalla RCA Victor Records
1. Baia (Ma Baixa Do Sapateiro) – 2:02 (Ary Barroso)
2. Blue Moon – 2:33 (Lorenz Hart, Richard Rodgers)
3. Autumn Leaves – 3:08 (Johnny Mercer, Jacques Prévert, Joseph Kosma)
4. Kiss of Fire – 3:08 (Lester Allen, Robert Hill)
5. I Concentrate on You – 3:13 (Cole Porter)
6. Harlem Nocturne – 2:40 (Earle Hagen)
7. So in Love – 2:38 (Cole Porter)
8. Baby Won't You Please Come Home – 2:19 (Charles Warfield, Clarence Williams)
9. The Continental – 2:36 (Herb Magidson, Con Conrad)
10. La Virgen De La Macarena – 3:22 (Bernardino Monterede, Ortiz Calero) – Bonus Track - Previously Unreleased
11. Moonlight in Vermont – 3:01 (Karl Suessdorf, John Blackburn) – Bonus Track - Previously Unreleased
12. Temptation – 3:29 (Nacio H. Brown, Arthur Freed) – Bonus Track
13. Blue Moon – 2:35 (Lorenz Hart, Richard Rodgers) – Bonus Track- Alternate Take #5-Previously Unreleased
14. The Continental – 2:31 (Herb Magidson, Con Conrad) – Bonus Track- Alternate Take #5-Previously Unreleased

## Musicisti
Tito Puente and His Orchestra
- Tito Puente - timbales, vibrafono, batteria, percussioni, arrangiamenti
- Joe Wilder - tromba
- Ernie Royal - tromba
- Pat Russo - tromba
- Pedro Punchi Boulong - tromba
- Jimmy Frisaura- tromba
- Jerome Kail - tromba (brani: B2 e B3)
- Tom Alfano - sassofono, flauto
- Rafael Palau - sassofono, flauto
- Peter Fanelli - sassofono, flauto
- William Slapin - sassofono, flauto
- Shepp Pullman - sassofono, flauto
- Gilberto Lopez - pianoforte
- Bobby Rodriguez - contrabbasso
- Willie Rodriguez - batteria
- Carlos Patato Valdes - congas
- Ray Barretto - congas
- Julito Collazo - congas
- José Mangual Sr. - bongos
- Santitos Colon - güiro

Buddy Morrow and His Orchestra
- Buddy Morrow - trombone, co-leader
- Bernie Glow - tromba
- Jimmy Maxwell - tromba
- Lawrence Brooks - tromba
- Lyle Rusty Dedrick - tromba
- Steve Lipkins - tromba (brani: B2 e B3)
- Will Bradley - trombone
- Frank Rehack - trombone
- Lawrence Brooks - trombone
- Dick Hixson - trombone
- Chauncey Welsh - trombone
- Phil Bodner - sassofono, flauto
- Vincent Carbone - sassofono, flauto
- Sam Donahue - sassofono, flauto
- Richard Henry - sassofono, flauto
- Sol Schlinger - sassofono, flauto
- Romeo Penque - reeds (brani: B2 e B3)
- Al Casamenti - chitarra
- Joseph Marshall - batteria[1]